# Vrtovi Agdal
Vrtovi Agdal (ali vrtovi Aguedal) so veliko območje zgodovinskih vrtov in sadovnjakov v Marakešu v Maroku. Vrtovi so južno od mestne zgodovinske kazbe in njene kraljeve palače. Skupaj z medino v Marakešu in vrtovi Menara je vrtove Agdal leta 1985 UNESCO uvrstil na seznam svetovne dediščine. Vrtovi vsebujejo več zgodovinskih vodnih rezervoarjev ter več zgodovinskih palač in paviljonov, vključno z Dar el-Hana in Dar al-Bajda.

## Etimologija
Ime Agdal je polisemičen izraz, izpeljan iz tamazight (berbersko), kar pomeni 'obzidan travnik' ali poletni pašnik za selitev.:282 Isto ime se uporablja tudi za podobne obzidane parke in vrtove v drugih zgodovinskih maroških mestih, kot so Fes, Meknes in Rabat.

## Zgodovina

### Almohadsko ustvarjanje
Tradicija ustvarjanja vrtov na obrobju mesta se je začela zgodaj z Almoravidi, ki so ustanovili Marakeš leta 1070. Številni vrtovi, posestva in umetna jezera so bili postavljeni na več lokacijah zunaj mestnega obzidja, pogosto imenovana buḥā'ir – ednina buḥajra – arabska beseda, ki pomeni 'majhno morje', v zvezi z umetnimi jezeri in velikimi bazeni. Na mestu poznejše kazbe Almohadov je na primer že bil vrtni sadovnjak z imenom Džnan as-Saliḥa.
Sedanje vrtove Agdal pa so najprej ustanovili Almohadi. Največji rezervoar v vrtovih, danes znan kot rezervoar Dar al-Hana, naj bi izhajal iz te prvotne stvaritve v času vladavine Abu Jakuba Jusufa (vladal 1163–1184). Učenjaki se razlikujejo glede tega, ali je drugi glavni rezervoar, znan kot al-Gharsija, iz istega časa ali iz alavitskega obdobja. Vrtove je zasnoval Ahmad ibn Mohamed ibn Milhan, inženir iz Al Andaluza in berberskega porekla, ki je obogatel zaradi sultanove naklonjenosti do njegovih uspešnih načrtov. Vrtovi so bili prvotno še v tem obdobju znani kot al-Buḥajra (to arabsko ime je bilo posplošeno in uporabljeno tudi za druge vrtove) ali kot al-Bustan (beseda perzijskega izvora, ki pomeni 'vrt'). Konec 12. stoletja je Abu Jakuba Jusufa naslednik, Jakub al-Mansur, zgradil Kazbo in nove kraljeve palače svoje dinastije na južni strani mesta. Njegova južna vrata, Bab al-Bustan, so bila tako imenovana, ker so vodila do vrtov južno od mesta. Nedavna študija španskih učenjakov uporablja topografske in arheološke namige, in trdi, da obzidje Kazbe in obzidje Agdala prvotno ni bilo povezano kot je danes, in da je namesto tega med njima obstajal odprt prostor. Zgodovinar Gaston Deverdun prav tako navaja zgodovinske vire, ki kažejo, da obzidje še vedno ni bilo povezano s kazbo v kasnejšem saadijskem obdobju. Španska študija nakazuje, da je imelo prvotno ograjeno območje rahlo nepravilen štirikotni profil, ki ustreza srednjemu delu sedanjega ograjenega prostora Agdal. Ta del je danes prepoznaven po dolžini zahodnega zidu, ki poteka v smeri, ki ni vzporedna z vzhodnim zidom.
V tem prvotnem ograjenem prostoru bi bila Dar al-Hana (kot je znana danes) ob južni steni vrtov, nekoliko navzgor od preostalih vrtov. Ista španska študija je trdila, da celotna postavitev kompleksa Dar al-Hana, z rezervoarjem in njegovim stanovanjskim paviljonom, ki je na njegovi srednji osi proti jugu, izvira iz prvotne almohadske zasnove. Znotraj večjih vrtov je ansambel oblikoval lasten ograjen prostor z obzidjem. Urejen je bil v simetričnem načrtu, ki je bil poravnan z osjo vrtov sever-jug, ta pa je bila poravnana s kraljevo Kazbo na severu. Glavni vodni kanal, ki je oskrboval vrtove, je prav tako vstopal v zbiralnik z juga na tej isti osi, verjetno skozi stanovanjsko palačo. Od tega prvotnega almohadskega kompleksa je do danes zaradi svoje trdnosti preživel le ogromen vodni bazen, čeprav je bil večkrat popravljen.

### Saadijska obnova
V preostanku svoje zgodovine so vrtovi šli skozi cikel propadanja in obnavljanja. Ko so bili zanemarjeni, so se vrtovi hitro posušili in bili nagnjeni k dezertifikaciji. V obdobjih obnove so poznejši vladarji morali ponovno zasaditi vrtove in očistiti usedline iz rezervoarjev in kanalov. Po porazu Almohadov v 13. stoletju je Marakeš prenehal biti prestolnica in vrtovi so doživeli prvo obdobje zatona. Šele pod Saadijsko rodbino v 16. stoletju se je prestolnica vrnila v mesto in Kazba, skupaj z vrtovi, je bila obnovljena in na novo razvita. V tem obdobju so vrtovi postali znani kot Rawd al-Masarra ('Vrt sreče'). Prva obnovitvena dela, namenjena predvsem obnovi sistema oskrbe z vodo, je izvedel sultan Abdallh al-Ghalib, nadaljnje delo pa je nadaljeval Ahmed al-Mansur. Oba sta delala tudi pri obnovi mestne kazbe na severu. Zgodovinski viri tudi omenjajo, da so bili vrtovi Al-Masara odprti za javnost in vse prebivalce mesta, kar je tradicija, ki se nadaljuje vse do danes.
Palača užitka Dar al-Hana, zgrajena na južni strani največjega rezervoarja, je prav tako jasno omenjena in prvič opisana v zgodovinskih virih za saadijsko obdobje. Glede na te vire je palačo najverjetneje popolnoma obnovil Abdalah al-Ghalib in nato ponovno Ahmed al-Mansur. Palača, ki jo je zgradil Al-Mansur, od katere obstajajo manjši arheološki ostanki, je pokrivala veliko pravokotno površino in je imela na nekaterih delih dva nivoja. V njenem tlorisu je prevladovalo osrednje dvorišče z dolgim pravokotnim bazenom vzdolž osi sever-jug. V središču tega bazena je bila marmorna ploščad z manjšim kvadratnim bazenom s skulpturami leopardov na štirih vogalih in stebrom v središču s skulpturo leva, iz katerega je kot vodnjak bruhala voda. Njena monumentalna zasnova, podobna [[riad (arhitektura)|riadu]g, je bila v nekaterih pogledih podobna bolj znani palači El Badi v Kazbi in je v zgodovinskih virih imenovana za eno od Al-Mansurjevih velikih del. Tako kot El Badi je bila tudi ta zelo razkošna in tudi to je pozneje oropal sultan Mulaj Ismail. Zdi se, da je tudi Ahmed al-Mansur okrepil vodni zbiralnik tako, da ga je obdal z debelejšimi zunanjimi stenami, ki so prav tako dvignile prehod vzdolž njegovega roba.

### Alavitsko obdobje
Vrtovi so doživeli še eno obdobje relativnega upada po padcu Saadijcev, vendar so bili še vedno delno vzdrževani in uporabljeni kot rekreacijski prostor za zgodnje alavitske sultane (17.–18. stoletje). Nekaj začetne obnove je izvedel Mohamed ibn Abdalah (podkralj v Marakešu po letu 1747, sultan iz 1757 do 1790). Mohamed ibn Abdalah je bil odgovoren za obnovo kraljeve palače v Kazbi in njeno razširitev proti jugu ter jo približal Agdalu. Kubat as-Suvajra ('Paviljon Essaouire'), ki danes stoji na južnem robu Grand Mečuarja in na severnem robu Agdala, je iz tega časa. Nedavna študija španskih učenjakov nakazuje, da se je v tem obdobju Agdal razširil proti severu in da je bilo njegovo obzidje združeno z obzidjem Kazbe, kot je danes. Palačo Dar al-Bajda, ki stoji v tem severnem podaljšku vrtov, je prav tako prvi zgradil Mohamed ibn Abdalah.
Vendar pa je bil sultan Abd ar-Rahman (vladal 1822–1859) tisti, ki je v 19. stoletju končno začel ponovno zasajati in v celoti obnavljati vrtove. Delo je končal njegov naslednik Mohamed IV. Maroški (vladal 1859–1873). Prav tako se je v 19. stoletju za vrtove začelo uporabljati ime Agdal, pa tudi za podobne površine sadovnjakov v drugih mestih. Da bi obnovil sistem oskrbe z vodo, se je Abd ar-Rahman moral pogajati z lokalnimi berberskimi plemeni v bližini gora, da bi nadzor nad starimi vodnimi viri vrnil centralni vladi. Dela so zahtevala tudi čiščenje mulja, ki se je nabral v zapuščenih rezervoarjih in celo čiščenje vasi, ki je prišla zasesti rezervoar Dar al-Hana. Ponovno sajenje dreves je trajalo več let, začelo se je na severnem koncu in napredovalo proti jugu. Prisotnost ali ostanki drugih notranjih zidov znotraj Agdala danes lahko ustrezajo različnim fazam obnove in širitve v tem obdobju.
Mohamed IV. je s svoje strani razširil ograjen prostor Agdal še južneje, tako da je ustvaril odsek Agdal Barrani, ki se razteza južno od Dar al-Hana, s čimer je dokončal današnji obris Agdala. Zunanje zahodno obzidje Agdala je bilo prav tako delno obnovljeno v njegovem času po napadu plemena Rehamna, ki jim je sultan kasneje naročil, naj popravijo škodo. Istočasno je bila tu na zahodnem obodu Agdala dodana majhna bastijonska utrdba, znana kot Skalat al-Mrabit, da bi jo v prihodnosti pomagala braniti. V letih 1862-63 je Mohamed zgradil tudi nov kiosk za zabavo sredi Džnan ar-Redvan, vrtnega območja v severozahodnem kotu ograjen prostor.
Palačo Dar al-Bajda, ki so jo začeli graditi prej, je razširil in dokončal v sedanji obliki sultan Mulaj Hasan (vladal 1873–1894) po letu 1883. Mulaj Hasan, ki se je zanimal za uvajanje novih sodobnih tehnologij v svojem kraljestvu, je prav tako dodal več industrijskih stavb znotraj vrtnih posestev. Sedanji paviljon palače Dar al-Hana je bil prav tako obnovljen na neki točki sredi 19. stoletja, v manjšem obsegu kot prejšnja palača Ahmada al-Mansurja. Viri iz zgodnjega 20. stoletja poročajo, da je ostala nedokončana in da je stavba kmalu spet propadla. Francoski arhitekt André Paccard (ki je delal za kralja Hasana II.) ga je v 1970-ih ali 1980-ih obnovil, preoblikoval in delno razširil, kar je povzročilo sedanjo strukturo, ki stoji na tem mestu.

## Opis

### Geografija
Vrtovi pokrivajo 340 hektarjev (3,4 km2) in se raztezajo na približno 3 kilometre, obdani z 9 kilometrov dolgim zidom. Njegova lega južno od mesta, na rahlem vzponu, ki vodi do gora, mu je omogočila, da je izkoristil vode, ki so prihajale neposredno v mesto in pomagal zaščititi oskrbo z vodo v mestu, tako da jih je zaprl v obzidje Agdala. Sicer ravna pokrajina je omogočala enostavno zasaditev in pravilno razporeditev parcel.

### Botanika
Kraljevski maroški vrtovi, kot je Agdal, so bili zasnovani predvsem za proizvodne kmetijske namene. Čeprav ni bilo veliko obsežnih arheoloških raziskav Agdala, zgodovinska besedila zagotavljajo nekaj informacij o tem, kaj je bilo posajeno tukaj in v drugih vrtovih, kot je Menara. Kažejo, da je bil Agdal od samega začetka zasajen s podobnimi vrstami dreves in poljščin, večinoma s sadjem in oljkami. Približno v času Almohadov sta limona in pomaranča prvič prispela v Maroko iz Azije. Sadili so tudi vinsko trto in vino se je v preteklosti uživalo na nekaterih kraljevih praznovanjih kljub tabuju, čeprav je bila proizvodnja vina v regiji skoncentrirana južneje ob reki Neffis. Poročajo, da so v naslednjih stoletjih na vrtovih gojili različne poljščine. Poleg oljk (najpogostejša poljščina), limon, pomaranč in vinske trte so ostale poljščine: granatno jabolko, bezeg, Myrtus, vrtnica, jasmin, marelica in breskev. Popis vrtov leta 1916, med francosko kolonialno upravo, je preštel 29.227 oljk, 9851 pomaranč in 11.717 drugih sadnih dreves, vključno z drevesi granatnega jabolka, kar je skupaj 50.795 dreves. To število je v bistvu reprezentativno za trenutne vrtove. Pridelki in drevesa so posajeni na različnih območjih glede na njihove potrebe po vodi.

### Namakalni sistem
Vodo v vrtove je v zgodovini zagotavljala mreža podzemnih kanalov in jarkov, znanih kot ketara, ki prinašajo vodo z gorovja Visokega Atlasa, ki je veliko kilometrov stran, zlasti iz porečja reke Ourika na jugu. Vodo so iz rek preusmerjali tudi z gradnjo jezov in površinskih kanalov. Ogromni vodni bazeni znotraj vrta so služili kot zbiralniki, iz katerih se je voda prek mreže jarkov lahko prerazporedila v okolico. Zbiralniki so tudi zbirali vodo, tako da je bila oskrba zagotovljena vse leto, tudi pozimi. Največji rezervoar, rezervoar Dar al-Hana, ima pravilno pravokotno obliko, ki meri 208 × 181 metrov, s prostornino 83.000 kubičnih metrov. Zgrajen je z nabito zemljo, pomešano z apnom in prodom. Drugi največji rezervoar, al-Gharsija, ima nekoliko bolj nepravilno štirikotno obliko in ima v središču kvadratni otok.
V sodobnem času, ko so potrebe mesta po vodi rasle, so leta 1932–33 za zalivanje Agdala izkopali sodobno ketaro z veliko večjim pretokom. Kljub temu tudi ta nova ketara ni bila dovolj in veliko vode je bilo še vedno potrebno za rastoče mesto, zato so v 20. stoletju vodo za vrtove in mesto začeli črpati neposredno iz freatske cone na območju mesta.

### Palače

#### Dar al-Hana
Dar al-Hana, veličasten paviljon, stoji na južni strani največjega in najstarejšega rezervoarja vrta Agdal. Paviljon in rezervoar sta bila obdana z lastnim pravokotnim obzidjem, z glavnimi vrati na severu, ki so bila poravnana z glavno osjo sever-jug vrtov, ki vodijo iz kazbe mesta. Severna vrata so integrirana v opazovalni paviljon (menzeh), ki se dviga nad njimi. Poleg stanovanjskega paviljona palače je v bližini še nekaj drugih zgodovinskih stavb, ki so bile del ansambla. Tik ob paviljonu, na njegovi vzhodni strani, je čolnarna, ki je bila povezana z rezervoarjem. Sultanovi hlevi so bili nameščeni v stavbi, ki je bila malo jugozahodno od tega, sestavljena iz devetih dolgih obokanih dvoran, razdeljenih z vrstami lokov. Na vzhodnem robu rezervoarja so ostanki veliko manjšega paviljona iz saadijskega obdobja, ki je verjetno nekoč stal nasproti podobnega paviljona na zahodni strani rezervoarja. V severozahodnem vogalu ograde je skladišče, kjer so nekoč hranili strelivo, vzhodno od tega pa so ostanki mlina na živalski pogon.
Sam stanovanjski paviljon je verjetno zgrajen na mestu nekdanje saadijske palače Ahmeda al-Mansurja, pri čemer so nekateri manjši ostanki slednjega vključeni v današnjo stavbo. Po Al-Mansurju so palačo v 19. stoletju obnovili Alaviti, vendar v veliko manjšem obsegu. Medtem ko je Saadijska palača imela velik pravokoten tloris, ki se je raztezal proti jugu čez obod stene, ki je obdajala rezervoar, je palača iz 19. stoletja ohranila le severni konec te palače in tvorila majhno pravokotno stavbo, ki naj bi imela dve nadstropji, vendar njeno drugo nadstropje ni bilo nikoli dokončano. V 20. stoletju je propadla, dokler v 1970-ih ali 1980-ih kralj Hasan II. ni dal francoskemu arhitektu Andréju Paccardu ponovno zgraditi paviljona. Struktura iz 20. stoletja, ki stoji še danes, je izbrisala večino nekdanje stavbe, vendar je ohranila nekaj tlorisa in jo razširila proti severu, bližje robu bazena. Nova konstrukcija, zgrajena iz betona, je bila tudi višja, dvignila je višino zidov, vendar je ohranila nekaj sledi prejšnjega nazobčanega zidu, ki bi lahko segal vse do palače, ki jo je zgradil Abdalah al-Ghalib v 16. stoletju. Tudi Paccardova stavba je ostala nedokončana.
Sultan Mohamed IV. Maroški je umrl v rezervoarju, ko se je leta 1873 tam prevrnil njegov parnik.

#### Dar al-Bajda
Dar al-Bajda, glavna palača znotraj vrtov, obsega kompleks struktur znotraj lastnega stenskega ograjenega prostora. Glavno stavbo palače iz 18. stoletja, ki jo je kasneje razširil Mulaj Hasan v poznem 19. stoletju, sestavljajo tri dvorišča, razporejena od severa proti jugu, vsako z drugačno postavitvijo. Severno in južno dvorišče imata pravokotne oblike. Severno je imelo prvotno v središču kvadratno vodno korito, južno pa osrednji vodnjak v obliki zvezde. Večje osrednje dvorišče med njima ima kvadraten tloris. Njegova najbolj izrazita značilnost sta dva kvadratna paviljonska stolpa, ki se dvigata iz njegovih zahodnih vogalov, vsakega na vrhu ima piramidasta streha z zelenimi ploščicami in velik osemstrani kiosk v sredini med njima. Ta kiosk, Kubat al-Ghanaim ('Kupola plena'), se dviga do osemstrane koničaste kupole in je na nivoju tal obdan z zaobljenim portikom ali galerijo. V 20. stoletju je bila celotna palača spremenjena v vojaško bolnišnico. V nekem trenutku je bilo na zahodni strani palače dodano tudi veliko pravokotno dvorišče, kasneje v 20. stoletju pa so bili dodani različni prostori in strukture.
- Staro osrednje dvorišče palače Dar al-Bayda; na levi je osmerokotni paviljon, na desni pa eden od vogalnih stolpov (fotografija iz leta 1924)
- Novejše zahodno dvorišče palače (foto 1916)
- Novejše zahodno dvorišče (fotografija iz leta 1916)